# Ribari (Šabac)
Ribari (em cirílico: Рибари) é uma vila da Sérvia localizada no município de Šabac, pertencente ao distrito de Mačva, na região de Mačva. A sua população era de 1749 habitantes segundo o censo de 2011.

## Demografia
| 1948  | 1953  | 1961  | 1971  | 1981  | 1991  | 2002  | 2011  |
| ----- | ----- | ----- | ----- | ----- | ----- | ----- | ----- |
| 1 772 | 1 956 | 2 108 | 2 086 | 2 206 | 2 161 | 2 131 | 1 749 |